# 喫煙シェルター
喫煙シェルター（きつえんシェルター、英: Smoking shelter）とは、受動喫煙を防止する手段として、屋内施設を全面禁煙とした際に屋外に設置される喫煙専用の建屋に名づけられた名称である。また、同様の施設については、その形状・構造などから屋外喫煙室とも呼ばれることがある。

## 歴史

### 日本
日本においては2008年9月1日より施行されている健康増進法を根拠に、学校管理者に対する学校利用者の受動喫煙を防止する観点から行政より対策を講ずるよう学校管理者に求められたことを機に、学校法人立命館を始めとする各大学にて学生および職員を対象に設置、運用された。
2013年現在、中京大学の教授家田重晴が代表となって「タバコのない学校」推進プロジェクトを進めている。
立命館大学では学内喫煙率は2008年度の9.7%から2013年度全面禁煙後には4.4%へ、龍谷大学では2008年12.9%から2013年7.2%へ減少している。

#### 立命館
学校法人立命館として2008年4月、『立命館学園・キャンパス全面禁煙に向けた指針』を策定、2008年5月1日に立命館大学、立命館アジア太平洋大学、立命館中学校・高等学校などの法人全校で敷地内禁煙（キャンパス全面禁煙）を決定したことに伴い、キャンパス内全面禁煙となる2013年度までの過渡的措置として一時的に設置したものであることが明言されている。
キャンパス内3ヶ所に設置された喫煙シェルターは2013年5月31日には全て施錠され利用不可とされた。しかし、禁煙シェルター閉鎖後も構内で隠れて喫煙する学生が後を絶たないこと、喫煙シェルターが設置されていた当時よりもポイ捨てされる吸い殻が増えていること、全面禁煙施行に批判があることなどが立命館大学の学生報道団体である立命通信社によって報じられている。
なお、学内全面禁煙を施行した日本の有力大学としては学校法人立命館が最初である。

#### 名城大学
名城大学では2016年4月1日に学内全面禁煙が実施されたことを受け、同年3月31日に学内の全ての喫煙シェルターを閉鎖した旨を公式ホームページで説明している。この喫煙シェルター設置も、立命館大学と同じく受動喫煙防止を目的とした敷地内全面禁煙化までの一時的措置であった。

#### 龍谷大学
立命館大学より1年遅れて2009年に学内全面禁煙を始めた龍谷大学では「卒煙支援ブース」と名付けた喫煙所を設けて同様の取り組みを行った。

#### 飯能市役所
市役所利用者のための喫煙所として、駐車場の一角に地元産の木材（西川材）を利用した小屋を設置している。

## 建屋構造
立命館アジア太平洋大学ではプレハブが仮設置された。また内部にエアコンと換気扇2台、空気清浄機を設置していた。
アルミ骨格にポリカーボネートパネルを使用したエクステリアの個室や断熱性のあるユニットハウスが用いられる例もある。
イギリス、ドイツなどでは密閉式でない半開放タイプの喫煙シェルターが用いられているケースもある（画像参照）。

## 画像

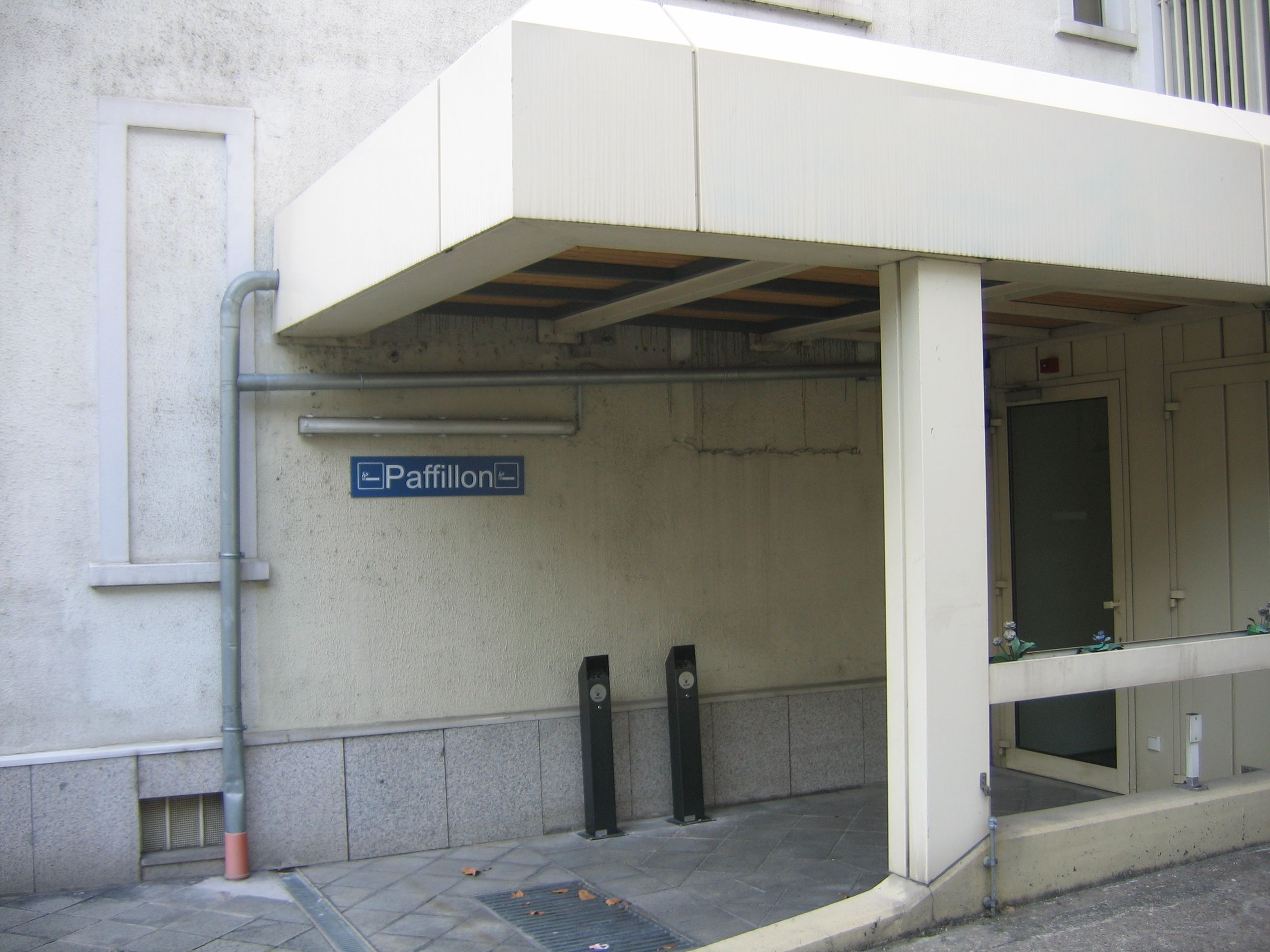
ドイツで運用されている喫煙シェルター（2008年2月18日撮影）
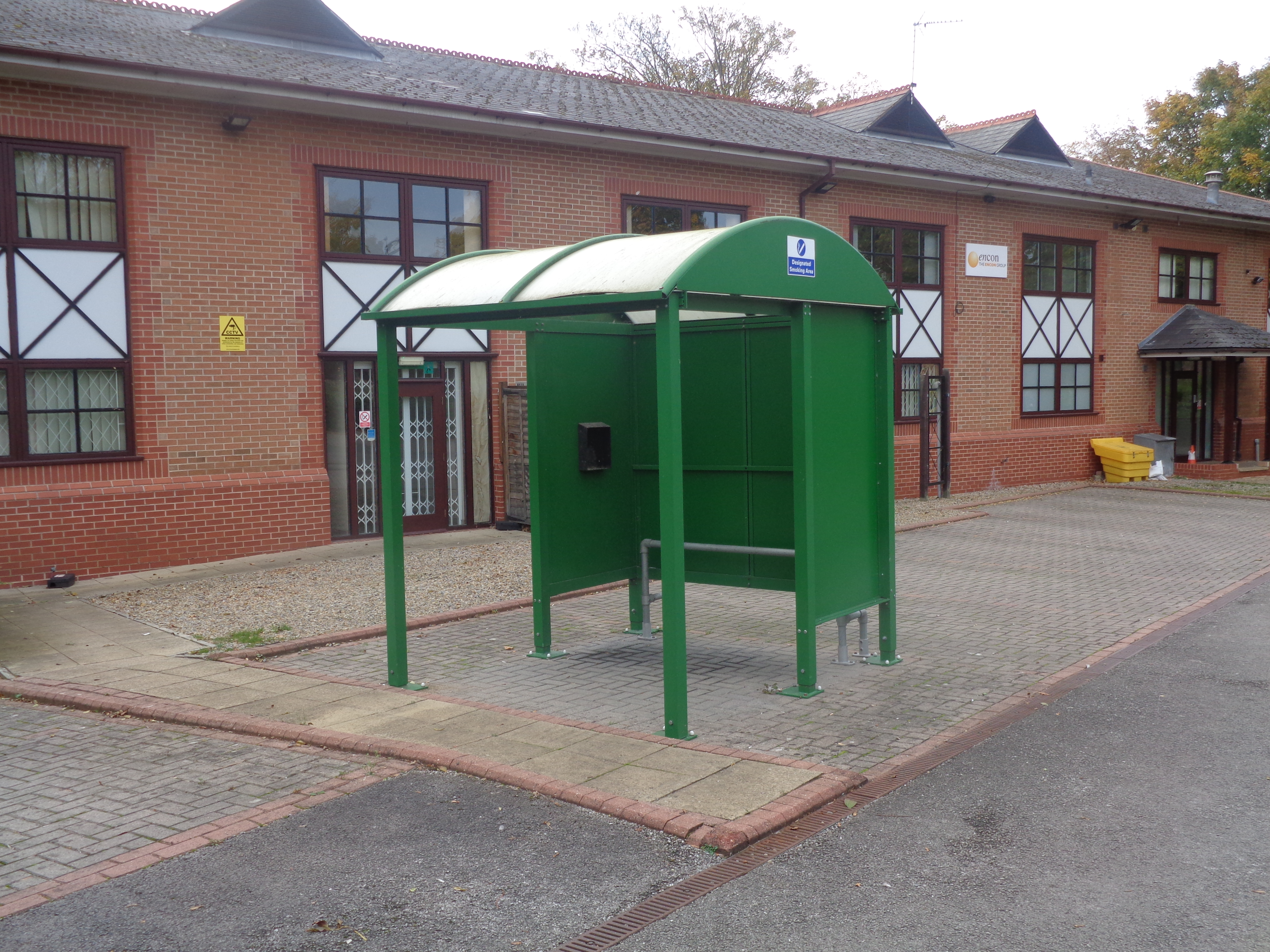
イギリスの職場屋外に設置されている喫煙シェルター（2015年10月25日撮影）